# Tokio Hotel
Tokio Hotel est un groupe de pop rock allemand originaire de Magdebourg. Formé en 2001, et constitué de quatre jeunes Allemands, dont des frères jumeaux Tom et Bill Kaulitz, le groupe compte au total sept albums : Devilish (2003), Schrei (2005), Zimmer 483 / Scream (2007), Humanoid (2009), Kings of Suburbia (2014), Dream Machine (2017) et 2001 (2022).
Le groupe se fait connaître mondialement à partir de 2006-2007 avec les albums Schrei (2005) et Zimmer 483 (2007), contenant des chansons à grand succès commercial. Il devient dans les années 2000 un énorme phénomène médiatique sur internet et dans le monde entier, notamment en Europe,
à l'instar des boys band des années 1990. Ils connaissent un succès planétaire, très populaire en France auprès des jeunes, provoquant des hystéries et parfois même des malaises et évanouissements de la part des jeunes adolescentes présentes lors des concerts et événements du groupe. Certains médias comparant même leur popularité et l'effet provoqué chez les fans à celle des Beatles. Tokio Hotel a vendu plus de 10 millions d'exemplaires dans le monde.
À partir des années 2010, le groupe se fait plus discret, le phénomène médiatique commençant à s'atténuer, et se retire momentanément des médias mais restant toujours très populaire en Allemagne, leur pays d'origine. En 2014, ils font leur retour discographique avec l'album Kings of Suburbia, puis en 2017 avec Dream Machine.

## Biographie

### Devilish (2001–2004)
En 2001, Bill et Tom rencontrent Gustav, dans un petit club lors d'un concert à Magdebourg que tous deux donnaient. Celui-ci leur présente à son tour Georg, qu'il connaissait du conservatoire que tous deux fréquentaient. Ensemble, ils fondent Devilish (« démoniaque » en français). Six mois après, le groupe joue dans de nombreux clubs de Magdebourg et des alentours. Ils sortent sous ce nom un petit album de 7 titres qu'ils autoproduisent et vendent eux-mêmes à la sortie de leurs concerts. Ils l'envoient dans les maisons de disques, sans résultat. Bill Kaulitz participe par ailleurs à l'émission Star Search (l'équivalent allemand de Graine de star). Ils signent avec Universal Records en 2003.
En 2004, ils commencent à travailler avec une équipe de producteurs et paroliers de Hambourg qui les a remarqués lors d'un de leurs concerts : Peter Hoffmann, Pat Benzner, Dave Roth, et David Jost, qui contribueront à rendre leur approche plus professionnelle. Hoffmann, Benzner, Roth et Jost ont composé et produit de nombreux artistes (Falco, The Corrs et Sarah Brightman…) ou remixé d'autres (The Doors, Faith Hill…). C'est à ce moment qu'ils changent de nom et deviennent Tokio Hotel. Hoffmann leur fait passer plusieurs essais devant différentes maisons de disques et c'est finalement Sony BMG qui décide de signer avec le jeune groupe. Peu de temps avant la sortie de leur premier album, la multinationale décide de mettre fin au contrat la liant avec Tokio Hotel.
Dans de nombreuses entrevues les membres du groupe ont expliqué le choix de leur nom : ils désiraient que leur nom reflète une grande ville dynamique, et considérant Tokyo comme méconnue du grand public, ils décidèrent de l'adopter (Tokyo s'écrit Tokio en allemand d'où la graphie différente du nom français). De plus, la prononciation de « Tokio » se révèle être la même dans un grand nombre de langues. À cela, ils ajoutèrent le mot « Hotel » qui, à leurs yeux, est un symbole d'un groupe qui réussit et donc fait des tournées, allant de ville en ville et d'hôtel en hôtel. Ils déclarent cependant, dans une interview de Rock Mag[réf. nécessaire], que le nom du groupe venait simplement du fait qu'ils adoraient la ville de Tokyo et qu'ils avaient beaucoup aimé dormir à l'hôtel.

### Schrei(2005–2006)

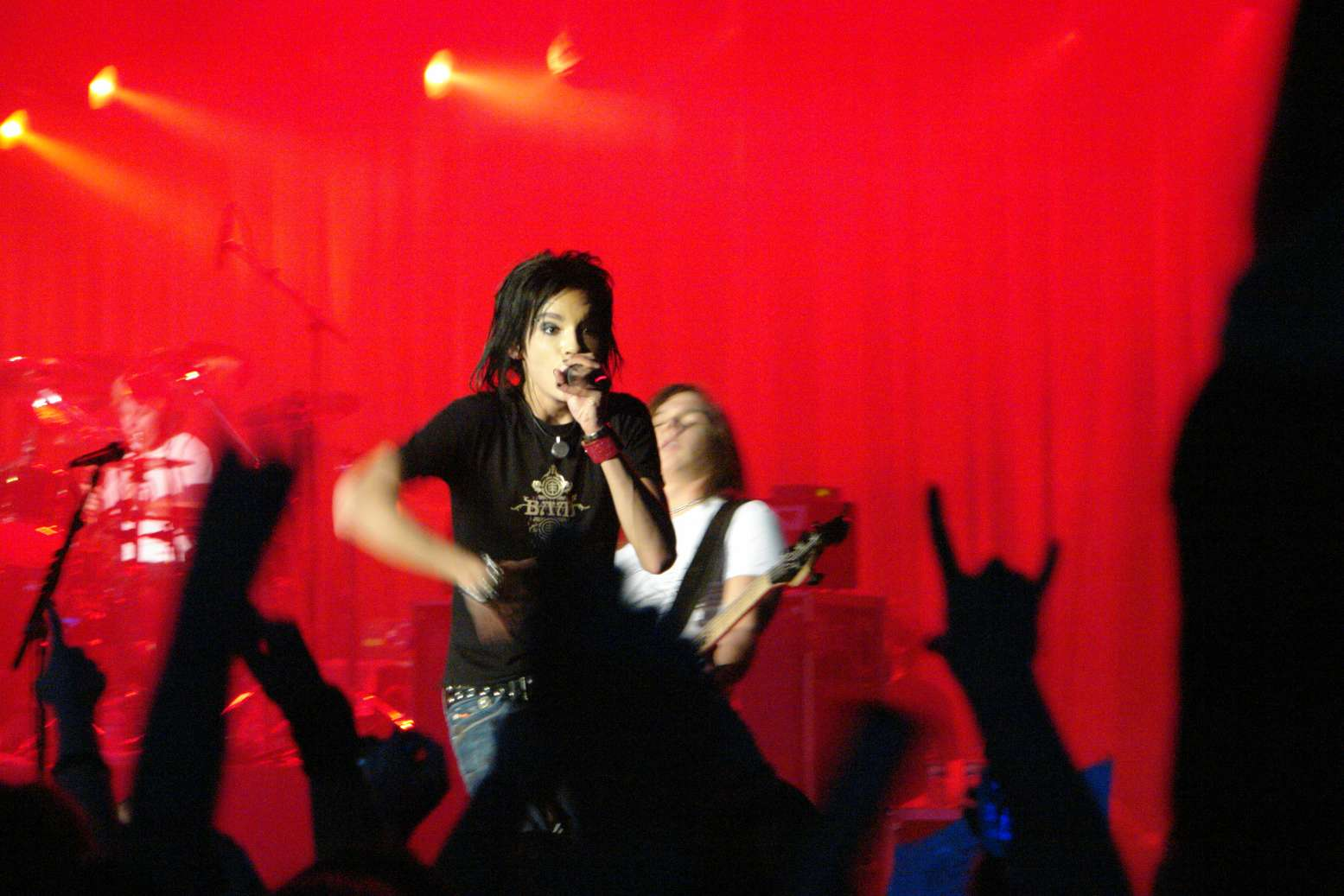
Bill Kaulitz lors d'un concert à Dietikon en 2006.

En 2005, Tokio Hotel obtient un nouveau contrat avec Universal Music. Directement propulsé en tête des records de ventes en Allemagne et en Autriche avec le single Durch den Monsun, lancé le 15 août 2005, le groupe s'installe et monopolise la place de numéro 1 des semaines durant, devenant disque d'or en Allemagne et en Autriche. Le groupe sort quelques mois plus tard son premier album Schrei. Cet album a été quelques semaines plus tard certifié disque de platine avec plus de 200 000 exemplaires vendus. Son deuxième single, Schrei, devient également disque d'or en Allemagne. Grâce au premier album, le succès gagne toute l'Europe de l'Est. C'est en 2006 que sortiront deux autres singles : Der letzte Tag et Rette Mich tous deux arriveront no 1 des classements allemands. Durant la tournée européenne baptisée Schrei Tour la voix du chanteur Bill Kaulitz mue ce qui entraîne la sortie d'une réédition Schrei (so laut du kannst) dans laquelle certaines chansons (Schrei, Der letzte Tag, Rette Mich) sont chantées quelques tons plus bas.
Le groupe arrive en France en septembre 2006 à la demande d'un public qui les a découverts sur Internet puis les a plébiscités sur des radios comme NRJ. Schrei (so laut du kannst) atterrit dans les bacs français la semaine même où le groupe se produit pour la première fois à Paris au Trabendo le 28 septembre 2006 devant quelques centaines de personnes puis au Bataclan en novembre. Le groupe consacre la fin de l'année 2006 à l'enregistrement de son second album.

### Zimmer 483etScream(2007)

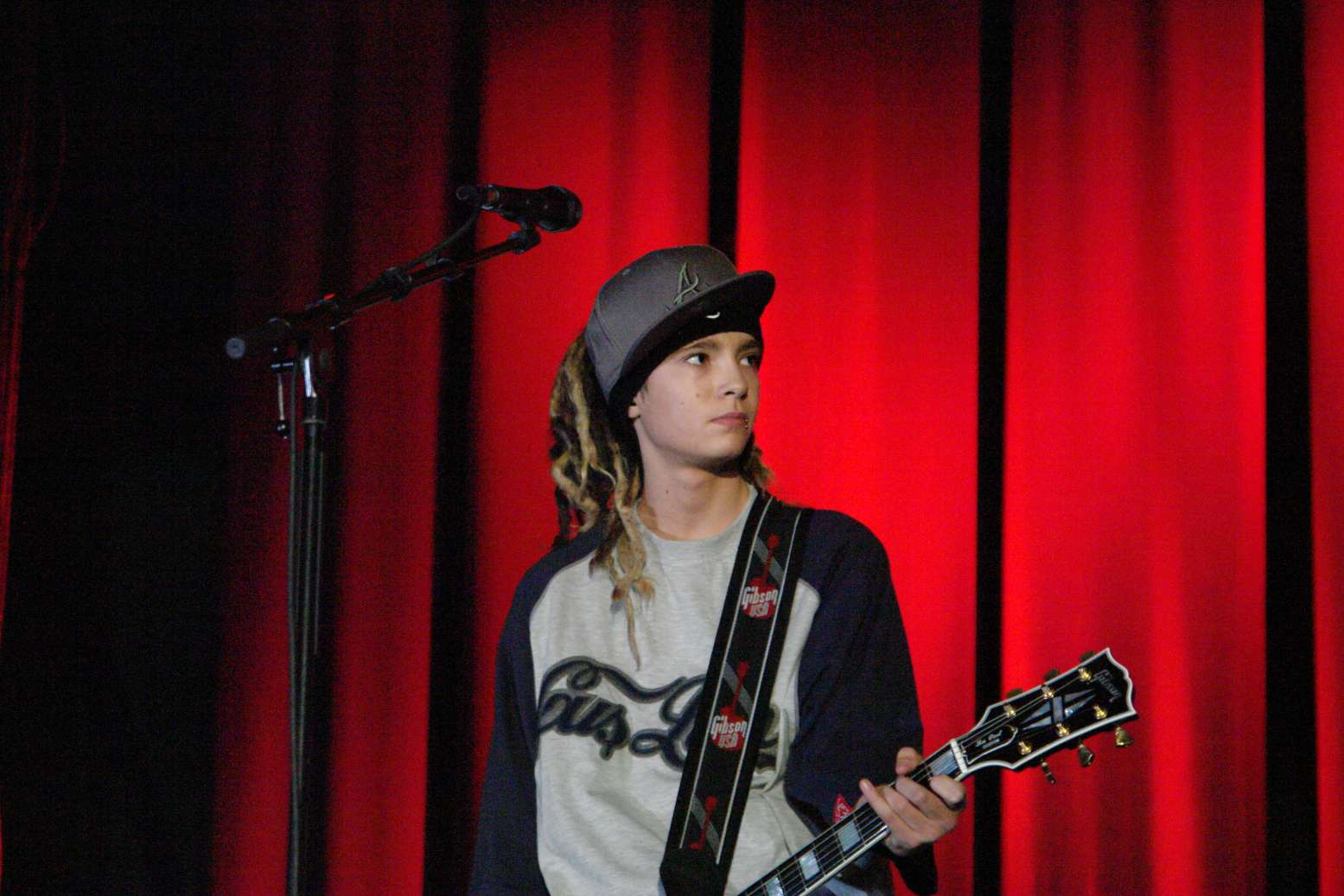
Tom Kaulitz lors d'un concert à Sursee en 2006.

Le premier extrait du second album du groupe, Übers Ende der Welt, sort le 26 janvier 2007 et occupe la première place du top allemand. Le 23 février 2007 en Allemagne et le 26 février 2007 en France, sort le deuxième album du groupe Zimmer 483. L'album arrive directement numéro 2 en France et numéro 1 en Allemagne, en Suisse et en Autriche.
Le 16 mars, la tournée Zimmer 483 Tour démarre en Allemagne. Elle s'arrête au Zénith de Nancy le 18 avril. Contre toute attente, le public français plébiscite et impose des concerts en allemand bien que les versions anglaises commencent à être jouées dans d'autres pays européens. Bill Kaulitz expliquera : « J'ai été sidéré de la réaction du public quand j'ai chanté en anglais. Je pensais lui faire le mal mais, à chaque concert, les pancartes surgissaient : « Plus jamais en anglais ! » » Malgré cela, Tokio Hotel produit en 2007 l'album Scream composé d'une sélection de titres des deux premiers albums allemands traduits « mot pour mot » en anglais. Le groupe a en effet expliqué qu'il voulait être au plus près du sens des textes originaux.
Le 14 juillet 2007, le groupe est invité à se produire sur scène lors du Concert de la fraternité, aux pieds de la Tour Eiffel. Trois chansons seront interprétées, devant un public de près de 500 000 spectateurs. À plusieurs reprises, le groupe a cité cet événement comme un des plus beaux souvenirs de leur carrière. En novembre 2007, à l'occasion des MTV Europe Music Awards pour lesquels ils étaient nommés dans deux catégories : « meilleur groupe 2007 » et « Inter act », le groupe fait une prestation scénique de Monsoon, avec effets spéciaux de tempête et déluge d'eau sur scène. Cette prestation scénique est remarquée et saluée par les professionnels et les médias.

### Scream (America)(2008)
Début février 2008, Tokio Hotel débarque aux États-Unis et au Canada, renouant avec les conditions de ses débuts : petites salles intimistes et succès sont au rendez-vous avant même la sortie du disque Scream (America). L'album ne sortira aux États-Unis que le 6 mai 2008. Cette version spécialement faite pour l'Amérique présente une liste des titres légèrement différente de Scream et certains titres sont remixés comme Ready, Set, Go! (Übers Ende der Welt). Leur entrée à la 5e place du magazine Billboard lors de la sortie de l'album est une première pour un groupe allemand.
Le groupe revient en Europe en mars pour une série de concerts qui sera écourtée pour des raisons médicales. Fin avril, le groupe sort le single Heilig, extrait de l'album Zimmer 483. Après le retour du groupe début mai au Bamboozle Festival. Le groupe annonce des dates en Europe en été dans des stades ou des parcs. Un des plus grands concerts ayant jamais été donnés par le groupe fut celui au Parc des Princes, le 21 juin 2008, devant 40 000 spectateurs. Le groupe retourne en août aux États-Unis pour une tournée. Le groupe va début septembre dans une des plus prestigieuses cérémonies de récompenses américaines, les MTV Video Music Awards où il gagne le prix de « meilleur nouveau groupe ».
Après leur deuxième tournée mondiale 1000 Hotels European Tour et North America Summer Tour 2008, les Tokio Hotel retournent en studio pour enregistrer leur troisième album. Annoncé pour le 2 octobre 2009, il est enregistré en allemand et en anglais. Le 5 décembre, un DVD intitulé Tokio Hotel TV – Caught on Camera sort, retraçant la biographie du groupe et évoquant son avenir. Deux ans plus tard, en 2009, lors du même événement, le groupe choisit cette fois d'utiliser des effets pyrotechniques lors de leur interpréation de World Behind My Wall.

### Humanoid(2009–2010)

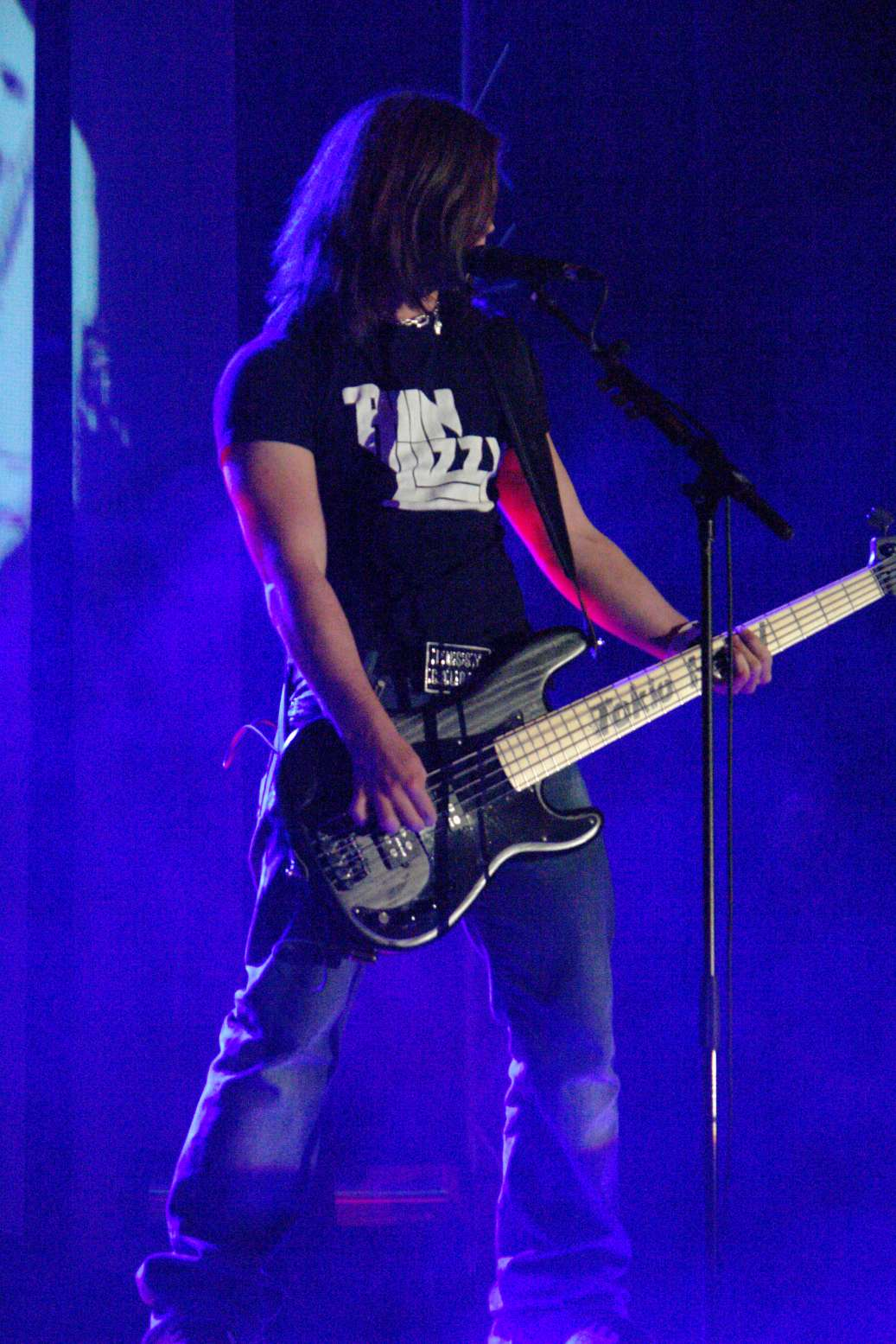
Georg Listing lors d'un concert en 2008.

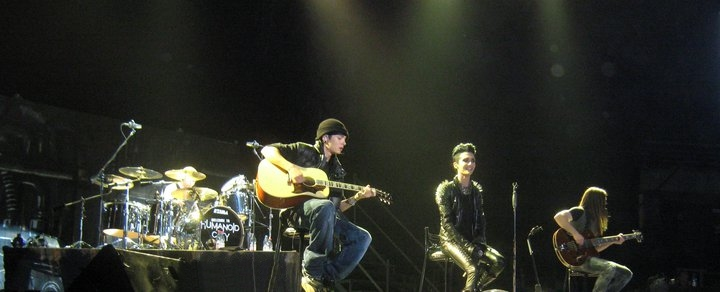

Le manager du groupe ainsi que le label Polydor ont annoncé officiellement le 9 juillet 2009 la sortie d'un nouvel album le 5 octobre 2009 et la mise sur les ondes d'un single mi-septembre. Le 20 juillet 2009, le nom de l'album, Humanoid, est dévoilé sur le blog officiel de Tom Kaulitz (sur le site officiel). Bill Kaulitz a annoncé qu'il voulait changer un peu de style dans cet album, découvrir des horizons pop, disco. Il aimerait aussi enregistrer des duos. Lors d'une entrevue réalisée dans leur DVD Tokio Hotel TV – Caught on Camera, il dit également souhaiter que cet album soit comme un « reset ». Pour cet album le groupe a travaillé avec les quatre producteurs habituels ainsi que The Matrix et Desmond Child. Le premier single extrait de cet album est Automatisch (Automatic en version anglaise), sorti le 21 septembre 2009. Le clip qui est tourné en Afrique du Sud en août est apparu sur Internet le 3 et 4 septembre respectivement pour Automatic et Automatisch.
Le 9 octobre 2009, le groupe donne un concert à Athènes pour le MTV Day, qui est par la suite retransmis dans le monde pour le MTV World Stage. Le 22 octobre, le groupe annonce une nouvelle tournée européenne destinée à promouvoir l'album, Welcome to Humanoid City Tour qui débutera quelques mois plus tard. Le 5 novembre, Tokio Hotel gagne un prix pour la 3e année consécutive aux MTV Europe Music Awards, dans leur pays, à Berlin. Ils ont joué en live World Behind My Wall. La performance a bénéficié d'effets pyrotechniques spectaculaires. Le deuxième single extrait de l'album Humanoid est Lass uns Laufen (World behind my Wall en version anglaise), sorti le 19 décembre 2009.
Le 22 février 2010, le groupe entame sa 4e tournée, Welcome to Humanoid City Tour pour une trentaine de dates à travers l'Europe. Lors de cette tournée, Georg et Tom jouent du synthétiseur et du piano en plus de la basse et de la guitare durant cette tournée. Dans la bande-annonce du film Alice au pays des merveilles, sortie le 2 mars 2010, Tokio Hotel interprète Strange, en duo avec la chanteuse Kerli. La tournée se clôture le 14 avril 2010 dans le Palais omnisports de Paris-Bercy. L'avant dernier concert de la tournée, qui a lieu à Milan le 12 avril 2010, a été enregistré et est sorti en DVD et CD live le 19 juillet à travers le monde sous le nom de Humanoid City Live. Le DVD se classe numéro 1 des ventes dans plus de sept pays dont la France et l'Allemagne.
La chanson Darkside of The Sun est utilisée comme troisième single de l'album Humanoid. Le clip n'est cependant qu'une vidéo promotionnelle créée à partir des images du DVD Humanoid City Live et aucune version physique ou virtuelle ne sera proposée à la vente. Le 31 juillet le groupe participe au MTV World Stage en Malaisie en compagnie notamment de Katy Perry. Fin novembre 2010, la tournée Welcome to Humanoid City Tour est de passage en Amérique latine pour la première fois. Le concert programmé à Monterrey (Mexique) et annoncé complet se voit subir une annulation pour cause d'insécurité.

### Darkside of the Sun(2011)
Le premier best-of du groupe, intitulé sobrement Best of, est publié le 13 décembre 2010. Il s'agit d'une compilation des meilleures chansons de Tokio Hotel, reprenant leurs plus grands tubes depuis 2003 jusqu'à 2009. En bonus, l'album comprend deux chansons inédites et un DVD contenant tous les clips et leurs making-of. Une des chansons inédites sert de single promotionnel : Hurricanes and Suns. Les clips de ces deux chansons sont apparus en avant première sur le site officiel du groupe le 2 décembre 2010.
Début février, le groupe se rend pour la seconde fois au Japon, afin de promouvoir une édition spéciale de leur best-of, renommée Darkside of the Sun pour le marché japonais. Bill et Tom, habitant maintenant à Los Angeles, commencent à travailler à distance avec Gustav et Georg, restés en Allemagne, sur le prochain album. Le 3 juin 2011, le groupe assiste aux MUZ TV Awards à Moscou en Russie. Avant d'interpréter les chansons Darkside of the Sun, World Behind My Wall et Automatic, les garçons ont répondu aux questions de leurs fans, concernant un éventuel grand retour sur scène. En fin juin 2011, Tokio Hotel retourne au Japon, pour collecter des fonds en soutien aux victimes du séisme et du tsunami du mois de mars dernier, aux MTV Japan « Music Aid ». Le groupe est nommé grand gagnant de la catégorie « meilleure vidéo rock » notamment grâce au clip de Darkside of the Sun. Après ces quelques apparitions, le groupe annonce qu'il se retire de la vie médiatique pour quelques mois, afin de se consacrer à l'écriture et à l'enregistrement du futur album.

### DsdsetKings of Suburbia(2012–2015)

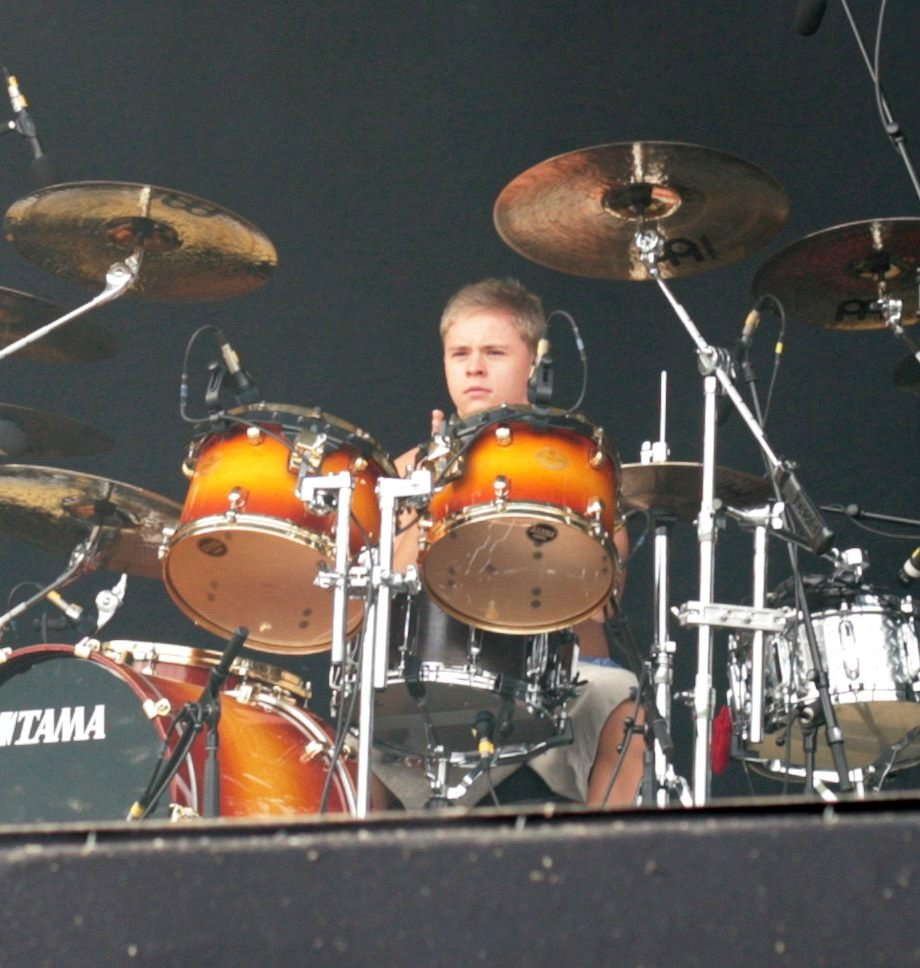
Gustav Schäfer lors d'un concert en 2006.

À partir de septembre 2012, des rumeurs lancées sur le net laissent entendre que les jumeaux pourraient rentrer en Allemagne et intégrer le télé-crochet allemand Deuschtland sucht den Superstar en tant que membres du jury. Ces rumeurs seront finalement confirmées quelques jours plus tard. Le 16 mars 2013, débutent les directs de Deutschland sucht den Superstar, annonçant ainsi un début de retour médiatique pour les jumeaux Bill et Tom mais aussi pour le groupe.
Dès 2014, l'image et le style musical du groupe changent drastiquement. Le grand retour du groupe est marqué par la sortie de leur nouvel album Kings of Suburbia le 3 octobre 2014. Le groupe dévoile au public leur premier titre : Run Run Run, puis leur deuxième titre Girl Got a Gun. Le 1er single officiel de ce nouvel opus est Love Who Loves You Back, il est accompagné d'un clip, sorti le 26 septembre 2014. Ils commenceront leur promo en Allemagne le 4 octobre dans une émission télévisée, Wetten dass, en direct sur la chaîne ZDF. L'album Kings of Suburbia est publié en France le 6 octobre 2014. Il comprend notamment les titres Kings of Suburbia, Invaded, et Louder Than Love. À la suite d'une chasse au trésor, le groupe dévoile le nom de la première partie de la tournée Feel it All, qui se déroule au mois de mars 2015 dans quelques villes européennes, les concerts se passent exclusivement dans de petites salles.
Par la suite, ils annoncent qu'en été, ils feront une tournée mondiale et reviendront vers la fin de l'année en Europe, dans de grandes salles, comme à leurs habitudes. Feel it All, chanson thème de la tournée est le deuxième single de l'album, sorti en même temps que son clip, le 27 mars 2015. L'album single de Feel it All contient également plusieurs remixes des singles connus du nouvel album.

### Dream Machine et le Summer Camp(2016–2018)
Lors d'une interview en mai 2016, Bill Kaulitz annonce qu'il y aura un nouvel album intitulé Dream Machine et une nouvelle tournée mondiale en 2017. À la fin décembre 2016 en tant que promotion pour l'album, le groupe sort les deux premières chansons de L'album sur YouTube. La première, Something New, est publié le 23 décembre et la deuxième, What If, est publié le 29 décembre.
Le 2 janvier 2017, le groupe annonce, via sa page officielle de Facebook, que « Dream Machine » sortira le 3 mars 2017. Alors qu'ils ne sont plus avec Universal Music, ils signent avec Starwatch Music, avant de signer en 2020 chez Epic Records Allemagne.
Le 16 mai 2018, le groupe annonce via sa page officielle de Facebook, un nouveau projet d'été pour réunir les fans, nommé le Summer Camp, qui se déroule à Ferropolis. Le musée-presqu'île, situé à Gräfenhainichen, en Allemagne. 500 fans auront la chance de passer tout un week-end avec le groupe. Plusieurs activités sont proposées : Yoga, décoration de tipis, paddle, tarot, volley-ball, séance de tatouage, concert en plein air… Les petits déjeuners, déjeuners et dîners sont également adaptés aux végétariens. Différents types de packages sont proposés.

### Melancholic Paradise Tour(2019–2020)
Le 29 octobre 2018, Tokio Hotel annonce sur Instagram une nouvelle tournée qui débutera le 28 avril 2019, le Melancholic Paradise Tour au 22 mars 2020. Le groupe passera par la France pour 3 dates : Toulouse le 6 mai 2019, Paris le 12 mai 2019 et Lyon le 13 mai 2019. Afin de promouvoir la tournée, les singles Melancholic Paradise, When It Rains It Pours et Chateau sont respectivement sortis le 1er février 2019, le 5 avril 2019 et le 17 novembre 2019.
En octobre 2019, Bill Kaulitz a annoncé via son compte Instagram que les sessions d'enregistrement du prochain album de Tokio Hotel étaient terminées et qu'il sortira en 2020.
La tournée Melancholic Paradise Tour est stoppé lors de la partie en Amérique Latine après seulement 3 concerts à cause du confinement mondial dû à la pandémie du Covid-19.
Toutes les photos, vidéos et contenus ont été supprimés du compte Instagram officiel de Tokio Hotel début août 2020, et des photos plus anciennes du groupe ont été téléchargées à la place. Cela a été révélé plus tard être dû au 15e anniversaire de la sortie du premier single du groupe Durch den Monsun le 15 août 2005.
Lors d'un chat en direct sur Spotify, le groupe a confirmé que de nouvelles versions de Durch den Monsun et Monsoon sortiront à l'automne 2020 pour célébrer le 15e anniversaire du single. Durch den Monsun 2020 et Monsoon 2020 sont respectivement sortis le 2 octobre 2020 et le 16 octobre 2020. Bill a également confirmé qu'une nouvelle chanson en langue allemande sortira plus tard cette année et qu'une nouvelle tournée est prévue en 2021 pour l'Europe et d'autres continents.
Tokio Hotel a annoncé le 4 décembre 2020 via Instagram son nouveau single Berlin, mettant en vedette la chanteuse canadienne VVAVES, qui est sorti le 11 décembre 2020.

### 2001(2022–)
Le 19 juillet 2022, le groupe révèle sur Youtube le nom, l'artwork et la tracklist de leur septième album studio, nommé 2001, soit l'année où les quatre membres de Tokio Hotel se sont rencontrés. Il a été en partie composé durant le confinement. Trois singles promotionnels sortent : Melancholic Paradise, When It Rains Pours et Chateau, non inclus dans l'album, au contraire de Durch den Monsun 2020 et Berlin.
Les critiques sont sévères concernant cet album de style électro-pop, loin de leurs débuts rock.

## Logo
Le logo du groupe Tokio Hotel représente un « T » (la plus petite barre horizontale ainsi qu'une partie de la barre verticale) et un « H » (les deux plus longues barres horizontales ainsi qu'une partie de la barre verticale), ces deux lettres étant les initiales du nom du groupe. Ce logo est souvent accompagné du nom du groupe, dans une police de caractères du même esprit que le logo (éclaboussures…). En 2014, à l'occasion de leur grand retour et en vue de la sortie de leur cinquième album studio Kings of Suburbia, le groupe change son logo. Il s'agit en fait d'une version plus stylisée du logo précédent. On observe également un changement au niveau de l'écriture du nom du groupe.

## Police de caractères
Depuis son album Schrei et dans tous ses albums jusqu'à Humanoid, le groupe utilise la police de caractères Kab pour le nom des titres au dos des albums, ainsi que pour les paroles de leurs chansons dans les livrets.

## Thèmes et image
À l'exception de trois ou quatre titres qu'ils n'ont pas signés eux-mêmes (dont les célèbres Schrei et Rette mich), Bill Kaulitz écrit seul ou coécrit avec l'équipe de producteurs des textes du groupe. De même pour la musique que Tom compose avec les producteurs et parfois avec Gustav, Georg et même Bill. Le groupe alterne des pièces au son hard-rock énergique, imprégnées de rafales de cordes glam avec des ballades teintées de psychodrames emo adolescents.
Dans les albums Schrei et Zimmer 483, les chansons abordent le plus souvent des thèmes liés aux expériences de la vie, ce qui créé une mise en opposition entre leurs textes frappants et leur apparence de l'époque, encore adolescente.
Les thèmes présents dans ces chansons sont principalement :
- L'amour et la déception amoureuse : Durch den Monsun, Ich bin nich' ich, Hilf mir fliegen, Totgeliebt, 1000 Meere, Geh. Les textes des chansons d'amour ont en commun l'utilisation fréquente d'allégories et de métaphores propres au romantisme (recours aux thèmes du voyage, du miroir, de la nuit, de la nostalgie, des saisons et des éléments naturels pour exprimer ses sentiments).
- La drogue : Stich ins Glück , l'histoire d'une jeune fille sous l'emprise de la drogue
- Le suicide : Spring nicht, malgré son titre, aux États-Unis la chanson a été perçue comme une incitation au suicide et a donné lieu à une polémique en raison du clip où l'on voit Bill sauter dans le vide à la fin. La version anglaise pour les États-Unis est modifiée en conséquence pour que le prétendant au suicide retourne en arrière[29].
- Le divorce : Gegen meinen Willen. Tout le groupe a participé à l'écriture de ce morceau et les garçons font nettement référence au traumatisme qu'a été le divorce de leurs parents (pour les jumeaux Bill et Tom, quand ils avaient 6 ans, et pour Georg, quand il avait 15 ans).
- La vie après la mort : Unendlichkeit, petit texte assez hermétique. Wir Sterben Niemals Aus, où l'important est de laisser une trace derrière soi qui ne disparaîtra jamais. Allusion à eux-mêmes où apparaît leur volonté très affirmée de marquer l'histoire de la musique.
- La solitude, le désespoir, la mort : Wenn nichts mehr geht évoque le fait qu'on reste présent pour les personnes qu'on aime, même après la mort, Schwarz, textes où s'expriment le plus les tourments de l'adolescence.
- L'indifférence face à la souffrance : Vergessene Kinder, la chanson parle des enfants des rues, des enfants « oubliés » que personne ne remarque et ne veut voir.
- La rébellion envers l'école et l'ordre établi, la soif de liberté : Schrei (so laut du kannst), Jung und nicht mehr jugendfrei, Ich Brech aus.
- Les faiblesses humaines et mesquineries du quotidien : Beichte, étrange chanson où Bill confesse ses fautes au diable en lui demandant d'intervenir auprès de Dieu.
- Mais aussi la foi en l'avenir, la rage de vivre : Leb' die Sekunde, Übers Ende der Welt.
- La fraternité, In die Nacht qui raconte le lien spécial qui lie les deux frères.

Les textes de l'album Humanoid (2009) sont plus difficiles à interpréter, notamment à cause des nombreuses différences existant entre les paroles anglaises et allemandes. On y retrouve cependant des thèmes chers au groupe, dans les titres suivants :
- La quête de l'amour, la déception amoureuse et la réjouissance amoureuse : Für immer jetzt (Forever Now), Zoom (Zoom into me), Kampf der Liebe (Pain of Love), etc.
- L'acceptation de la différence : Alien, Humanoid, Hey du : dans ces textes, Bill s'exprime sur le sentiment d'être différent/à part qui l'accompagne depuis son adolescence. À de nombreuses reprises, les jumeaux ont déclaré qu'ils avaient souvent eu l'impression à cette époque de venir d'une autre planète, d'être exclus, notamment à cause de leurs looks.
- La célébrité : World behind my Wall, chanson traitant du poids de la célébrité, de la sensation d'étouffement qui peut l'accompagner, et du sentiment qui en découle de vivre comme coupé du monde (uniquement pour la version anglaise).
- Le mensonge et la superficialité : Automatisch, il s'agit ici du portrait d'une personne qui agit de manière factice et calculée. Le groupe dénonce à travers cette chanson la superficialité des comportements et des attitudes qui régissent le monde des célébrités et plus précisément de la musique.
- L'attachement, l'amitié, la fraternité : In Your Shadow : chanson bonus pouvant être interprétée comme traitant du lien unissant les jumeaux, au même titre que In Die Nacht. Bill déclarera que cette chanson a été écrite et est dédiée à toutes les personnes sans lesquelles il lui serait impossible de vivre ou de rester en vie.

## Accueil
Dans le milieu rock, dès les premiers mois de son arrivée sur les chaînes musicales européennes, Tokio Hotel a reçu un accueil mitigé de la part des critiques.
Certains lui trouvent un attrait, l'allure, l'imagerie du groupe, la langue allemande (ressentie comme une originalité par rapport à l'anglais prépondérant et uniformisant), une musique efficace et énergique ainsi que les thèmes abordés seraient à l'origine d'un vrai phénomène ; les autres en revanche se servent du nom du groupe comme d'une bonne plaisanterie, à l'instar du destin de Kyo, il y a quelques années. Les reproches principalement formulés sont :
- Les visées commerciales d'un groupe très vite médiatisé ;
- La fragilité de la composition rock, vue comme édulcorée ;
- La trop grande médiatisation des jumeaux Kaulitz ;
- Le marketing agressif développé par leurs producteurs avec des produits dérivés et la traduction de leurs albums en anglais ;
- L'attitude jugée hystérique de nombreuses fans durant les concerts.

Lors de leur tournée américaine 2008, les critiques ont dans l'ensemble plutôt bien accueilli le groupe (le magazine Rolling Stone, le New York Times, The Roxy ont été élogieux, même si ce n'est pas le cas du Los Angeles Times).

### Rôle d'Internet
Ce n'est pas leur présence dans les médias classiques (presse, TV, radios) qui a « lancé » le groupe en dehors des frontières de l'Allemagne et qui fait leur succès actuel mais le bouche à oreilles sur Internet. Comme le signale le Chicago Tribune, une simple recherche sur YouTube affiche 123 000 vidéos pour Tokio Hotel par rapport aux 88 100 pour les Jonas Brothers. Les centaines de blogs et forums dans le monde et en particulier en France et en Angleterre illustrent ce phénomène. Sur les 200 forums les plus actifs du WEB francophone (en nombre de messages postés), la part consacrée à Tokio Hotel représente à elle seule la moitié de l'activité dans la catégorie « Forums de musique ».

### Stratégie médiatique
Le groupe communique beaucoup avec ses fans à travers les sites officiels et publie de nombreux messages. En effet, le guitariste Tom a tenu pendant près de deux ans sur le site officiel une rubrique intitulée « Tom's blog » dans laquelle il partageait de nombreuses photos et vidéos, en lien avec la carrière du groupe ou d'ordre plus personnel.
Fin 2011, le groupe lance deux nouvelles interfaces de communication avec leurs fans :
- le VipCall : concept tout droit venu d'Allemagne, qui permet aux abonnés de recevoir en exclusivité des appels pré-enregistrés du groupe sur son téléphone mobile. Les membres ainsi enregistrés peuvent également laisser des messages vocaux et poser des questions auxquelles le groupe peut choisir de répondre par le biais de ce type de messages.
- BTK App : Bill et Tom ont créé et lancé leur propre application, disponible sur l'Android Market et le Apple store. Les mises à jour sont quotidiennes, et les jumeaux partagent avec les fans des messages, photos et vidéos exclusifs de leur vie quotidienne à Los Angeles et les tiennent informés de l'avancée de l'album. Très régulièrement, les jumeaux répondent aux commentaires laissés par les fans en réaction à leurs posts.

De même, le groupe produit lui-même sa proche chaîne TV gratuite sur le Net : Tokio Hotel TV. Le groupe y diffuse chaque semaine des épisodes, sorte de carnets de voyage, sur leur actualité, leurs vies, leurs concerts, leurs rencontres et l'envers du décor.

### Ambassadeurs de la langue allemande
Le succès international du groupe auprès de leur jeune public a réveillé un nouvel engouement à la langue allemande. Ainsi d'après l'hebdomadaire allemand Der Spiegel, les inscriptions en première langue ou en seconde langue en faveur de l'allemand se sont multipliées chez les collégiens français. Cependant, le groupe Rammstein reste encore le plus gros vendeur de disques en langue allemande à ce jour.

## Membres
- Bill Kaulitz - chant (depuis 2001).
- Tom Kaulitz - guitare, piano, synthétiseur (durant les concerts) (depuis 2001).
- Gustav Schäfer - batterie (depuis 2001).
- Georg Listing - basse, synthétiseur (durant les concerts) (depuis 2001).

## Discographie
- 2002 : Devilish
- 2005 : Schrei
- 2007 : Zimmer 483 / Scream
- 2009 : Humanoid
- 2014 : Kings of Suburbia
- 2017 : Dream Machine
- 2022 : 2001

## Tournées
| Année(s)    | Nom                           | Dates | Album soutenu     |
| ----------- | ----------------------------- | ----- | ----------------- |
| 2005 - 2006 | Schrei Tour                   | 72    | Schrei            |
| 2007        | Zimmer 483 Tour               | 59    | Zimmer 483        |
| 2008        | 1000 Hotels World Tour        | 75    | Scream            |
| 2010 - 2011 | Welcome to Humanoid City Tour | 45    | Humanoid          |
| 2015        | Feel It All World Tour        | 58    | Kings of Suburbia |
| 2017 - 2018 | Dream Machine Tour            | 67    | Dream Machine     |
| 2019 - 2020 | Melancholic Paradise Tour     | 47    | Tous              |
| 2023 - 2024 | Beyond the World Tour         | 38    | 2001              |
| 2025        | The Tour 2025                 | 20    | Tous              |

## Diverses reprises et utilisations
- Le chanteur de country américain Dave Hazelnut, reprend en 2008 la chanson Geh[38] (B-side du single An deiner seite, sorti l'année précédente, le 26 novembre 2007), sous le nom de Leave.
- By Your Side (version anglaise de la chanson An deiner seite, extraite de l'album Zimmer 483), apparaît dans une scène du film américain Prom Night (sorti le 30 juillet 2008 en France, remake du film du même nom de Paul Lynch sorti en 1980).
- An deiner Seite apparaît au générique du film allemand Die Rote Zora.
- Der letzte Tag fait partie de la liste des titres du jeu SingStar sur PlayStation 3.
- Monsoon fait partie de la liste des titres du jeu Guitar Hero: World Tour[39].
- Scream apparaît au générique et dans une scène du film mexicain Bajo la Sal[40].
- Durch den Monsun est reprise et traduite par Vox Angeli dans leur album Imagine.
- Ready, Set, Go! fait partie de la liste des titres du jeu Guitar Hero II sur Xbox 360[41].
- Spring nicht fait partie de la liste des titres du jeu SingStar Hits 2 sur PlayStation 3.
- Humanoid fait partie de la liste des titres du jeu Rock Band 3.
- Monsoon a été reprise par le groupe français Cocoon[42].
- Run Run Run est reprise par Kelly Clarkson et John Legend[43].